# Antônio Augusto Ramiro de Carvalho
Antônio Augusto Ramiro de Carvalho (1833 — 1891) foi um político brasileiro.
Foi presidente da província de Mato Grosso, de 9 de novembro a 9 de dezembro de 1886 e de 28 de março a 9 de maio de 1887.